# Грэм, Кори
Кори Грэм (англ. Corey Graham ) (род. 25 июля 1985) — американский спортсмен (игрок в американский футбол), выступающий за футбольную команду НФЛ «Балтимор Рэйвенс» на позиции корнербека.
Был выбран «Чикаго Беарз» на драфте 2007 года в 5 раунде драфта под номером 168. В 2012 году присоединился к «Балтимор Рэйвенс». На настоящий момент — стартовый корнербек «Рэйвенс» и игрок спецкоманд.
Победитель Супербоула XLVII.